# 根占温泉
根占温泉（ねじめおんせん）は、鹿児島県肝属郡南大隅町根占川南にある温泉。

## 泉質
- ナトリウム-塩化物強塩泉
  - 泉温　32℃
- 無色透明。強い塩分を多く含んでいる。

## 温泉地
大隅半島の最南部、南大隅の根占港近くに一軒宿「ネッピー館」が存在する。
宿泊・日帰り入浴可能。南国気分を味わえる露天風呂や全国でも珍しいマイナスイオンを発生する風呂など様々な浴槽を備える。

## 歴史
一軒宿は1996年（平成8年）に開業した。2004年（平成16年）には改装オープンした。

## アクセス

### 鉄道
- JR鹿児島本線・九州新幹線鹿児島中央駅下車。鹿児島港から垂水港までフェリーで35分。
  - 垂水港から大隅交通ネットワークバス佐多または根占行きで1時間、バス停「ネッピー館前」下車。
- JR指宿枕崎線・山川駅から山川港まで25分。山川港から根占港まで山川・根占フェリーで50分。根占港より徒歩3分。

### 自動車
- 大隅縦貫道・笠之原ICから国道220号・国道269号経由、車で45分。
- 東九州自動車道・国分ICより国道220号・国道269号経由、車で90分。